# Талый Ключ (Кировская область)
 Талый Ключ  — деревня в Нолинском районе Кировской области. Входит в состав Медведского сельского поселения.

## География
Расположена на расстоянии примерно 19 км на юго-восток от райцентра города Нолинск.

## История
Известна с 1802 года как починок с 19 дворами. В 1873 году дворов 50 и жителей 318, в 1905 (уже деревня) 60 и 365, в 1926 38 и 197, в 1950 65 и 187, в 1989 120 жителей.  

## Население
Постоянное население составляло 72 человека (русские 96%) в 2002 году, 13 в 2010.